# Dezesseis de Novembro
Dezesseis de Novembro är en kommun i Brasilien.   Den ligger i delstaten Rio Grande do Sul, i den södra delen av landet, 1 600 km sydväst om huvudstaden Brasília. Antalet invånare är 2 866.
Omgivningarna runt Dezesseis de Novembro är huvudsakligen savann. Runt Dezesseis de Novembro är det glesbefolkat, med 14 invånare per kvadratkilometer.